# Валенкур, Жан-Батист Анри де
Жан-Батист Анри де Валенкур (фр. Jean-Baptiste-Henri de Valincour; 1 марта 1653, Париж  — 4 января 1730 , там же) — французский аристократ, прозаик, переводчик, историк, лингвист, член Французской академии (кресло № 13 с 1699 по 1730).

## Биография
Друг канцлера Франции Анри Франсуа д’Агессо, драматурга Расина и поэта Буало. Благодаря покровительству епископа Жака-Бенинь Боссюэ был принят при дворе Луи-Александра де Бурбона, графа Тулузского. Был назначен секретарём адмирала французского флота, затем министром военно-морского флота Франции, позже служил в командном штабе принца.
Занимал пост официального королевского историографа при Людовике XIV.
Почётный член Французской академии наук с 1721 года.
Автор прозаических сочинений, басен, исторических произведений и переводов, в основном, произведений латинских поэтов, в частности Горация. В 1713 году завершил издание «Трудов Буало». Представитель французской классической литературы.

## Избранная библиография
- Lettres à Madame la Marquise *** sur «La princesse de Clèves», Paris 1678.
- Vie de François de Lorraine, duc de Guise, Paris 1681 .
- Observations critiques sur l'Œdipe de Sophocle, 1682.
- Dictionnaire de l’Académie, Paris 1718.
- Mémoire sur la Marine de France, Paris 1725 (Reprint 1844 Архивная копия от 25 февраля 2020 на Wayback Machine).
- Essai d’une traduction d’Horace, Amsterdam 1727.